# Chlosyne eumeda
Chlosyne eumeda es una mariposa endémica de México, de la familia Nymphalidae, que fue descrita originalmente bajo el nombre científico Synchloe eumeda por Godman & Salvin, 1894.

## Descripción
La coloración de las alas anteriores son de color negro, presenta siete manchas postdiscales, que en conjunto forman una banda transversal de color amarillo. Dos manchas amarillas pequeñas de color amarillo en el interior de la cédula discal, y otra mancha del mismo color en la región postbasal. Presenta siete manchas de color amarillo tenue, en la región submarginal. Presenta pelos blancos y negros en el borde del ala.  Las alas posteriores son de color negro, con una banda amarilla, que es interrumpida por venas de color negro. Presenta una banda anaranjada, compuesta de varias manchas grandes, que en el lado del ápice, son redondas y en su lado externo son casi rectas. En el borde externo presenta pelos blancos. La cabeza, tórax y abdomen son de color negro en su vista dorsal, este último con los segmentos de color amarillo. Las antenas son de color negro. Ventralmente las alas anteriores son de color negro, y en la cédula discal, presenta varias manchas amarillas. En el área postdiscal presenta una banda de color amarillo, con venas de color negro. En el área submarginal presenta una serie de manchas casi redondas de color amarillas. 
Cerca del margen externo, presenta otra serie de mancha pequeñas del mismo color amarillo. En la celda costal, presenta una mancha anaranjada de cada ala. La base de las alas posteriores es de color negro, y la mitad del ala presenta color amarillo, con varias manchas desiguales de color negro desde el área apical hasta el área subapical y otra serie de manchas o lúnulas de color negro en el área postdiscal. En el área submarginal presenta serie de manchas (cinco en total), de color anaranjado. Y otras lúnulas amarillas delgadas cerca del margen externo. En los palpos presenta pelos amarillos y negros, y en el tórax, presenta igualmente pelos amarillos. El abdomen es de color amarillo, con dos líneas dos líneas negras.  Las patas son de color anaranjado. Ambos sexos son similares en el patrón de color y patrón de figuras.

## Distribución
Habita desde el centro de México, en el estado de México, Morelos, y oeste de México, desde Guerrero, Jalisco, Colima, Nayarit, Sinaloa, Chihuahua, Durango, centro de Sonora, y Baja California Sur.

## Hábitat
Habita zonas donde existe selva baja caducifolia, selva baja espinosa, matorral inerte o sublime parvifolio.

## Estado de conservación
Está bien representada en colecciones nacionales. No está enlista en la NOM-059.